# Premio William K. Everson per la storia del cinema
Il premio William K. Everson per la storia del cinema (William K. Everson Award for Film History) è un premio assegnato dal 1994 dai membri del National Board of Review of Motion Pictures a chi abbia contribuito allo studio e alla divulgazione della Storia del Cinema.
Il premio è intitolato a William K. Everson, storico del cinema e scopritore, conservatore e divulgatore dei film dell'epoca del muto, che è stato anche il primo a riceverlo.

## Albo d'oro

### Anni 1990-1999
- 1994: William K. Everson
- 1997: Gavin Lambert per Nazimova
- 1998: John Willis
- 1999: Jeanine Basinger per Silent Stars

### Anni 2000-2009
- 2000: Roger Gottlieb e Robert Kimball per Reading Lyrics
- 2001: Martin Scorsese per Il mio viaggio in Italia
- 2002: Annette Insdorf per Films and the Holocaust
- 2003: A Decade Under the Influence, diretto da Richard LaGravenese e Ted Demme
- 2006: Donald Krim
- 2007: Robert Osborne
- 2008: Molly Haskell e Andrew Sarris
- 2009: Jean Picker Firstenberg

### Anni 2010-2019
- 2010: Leonard Maltin
- 2012: 50 anni di film di James Bond
- 2013: George Stevens Jr.
- 2014: Scott Eyman
- 2015: Cecilia De Mille Presley
- 2018: L'altra faccia del vento (The Other Side of the Wind) e Mi ameranno quando sarò morto (They'll Love Me When I'm Dead)